# Xalet Director de Mines
Xalet Director de Mines és una obra de Súria (Bages) protegida com a Bé Cultural d'Interès Local.

## Descripció
Conjunt format per dues cases aparellades situades al mig d'un jardí amb dos pisos i golfes. La planta està formada per tres rectangles, un de més allargat al qual se li adossen perpendicularment dos més, formant com una U. Les obertures amb llinda presenten a sobre un arc de descàrrega. De tota manera, abunden les obertures amb arc, com les finestretes trífores als capcers de les golfes o al porxo de la planta baixa. Sota el ràfec, una faixa de ceràmica vidrada blanca i blava sobre un filet, constitueix el motiu decoratiu. La teulada, a dos vessants, és molt apuntada i presenta motius decoratius geomètrics en els careners, amb una diferenciació de color.

## Història
Els xalets que van ser habitatge dels directius de les mines es comencen a construir l'any 1918. Formen part del concepte de ciutat obrera de la Solvay. Aquest va ser seu de la CNT - FAI el 1936, i el juny de 1938 en ell s'instal·là el tribunal permanent de l'exèrcit de l'est.